# ねじ式 (ゲーム)
『名作浪漫文庫 ねじ式』（めいさくろまんぶんこ ねじしき）は1989年に発売された、PC-9800シリーズ、X68000用のアドベンチャーゲーム。プロデューサーは、大浦由貴。開発、発売はツァイト、ウィル。

## 概要
同名の漫画作品『ねじ式』を主軸に、つげ義春の漫画世界をゲーム化したもの。つげは本作がゲーム化される以前、『スーパーマリオブラザーズ』を息子と一緒によく遊んでいたため、コンピューターゲームには常々興味があった。この事があり、自身の漫画作品のゲーム化を許諾した。つげ自身も制作協力している。完成の暁には、実際にゲームをしながらウィルのスタッフからつげ自身が説明を聞いた。ゲームが終わり部屋に長い沈黙が流れた。やがて口を開いたつげは、次のように言った。
「私の作品を元に、新しい作品ができた。私はこれを元に、また新しい別の作品が描けそうだ」
つげの返答は、非常に緊張していたスタッフや、プロデューサーの大浦に言いようのない安堵感を与えた。

## いきさつ
製作数年前に、ゲームクリエイターである大浦由貴に『ねじ式』のパソコンゲーム化の話がもたらされる。発案者は、青林堂の山中潤であった。熱烈な『ねじ式』のファンであった山中は、いつかパソコンゲームとして『ねじ式』を世に出したいという夢を持っていた。当時、山中は採算を問わずに大人が楽しめるゲームを作りたいと考えていた。当時、大人をターゲットとしたゲームは皆無であった。大浦はリスク覚悟で引き受ける。大浦がこの企画に参画した段階では、すでにゲームのプロトタイプはできていた。そのプロトタイプに対し、どのように作品としてのクオリティを上げていくかということや、製作進行が大浦の主な仕事であった。『ねじ式』が、ある種のカリスマ性を有していたため、単に面白ければよいといったクオリティでは、どんな非難が待っているかもしれないという緊張感の中で製作がすすめられた。
ゲームが完成が近づき、雑誌社などにパブリシティを開始する時期になったが、パソコン雑誌の反応が意外に大きなものだった。雑誌の記事のライターに、つげの作品に影響を受けた人たちが多かったのである。その反響の大きさから、テレビ、新聞などでも取り上げられた。

## ストーリー
作家である主人公「T」が、ある事件が元で、つげ作品の世界を生死をさまよい、幻覚の世界で自分の中の自分自身に出会う。そこでは、様々なつげキャラクター（キクチサヨコ（紅い花）、小林チヨジ（もっきり屋の少女）、ほんやら洞のべんさん、元プロレスラーの痴漢男（必殺するめ固め）、「ねじ式」の少年、「ゲンセンカン主人」の登場人物など）と出会う。最後には、果たして生きている自分という存在は、現実なのか夢なのか、何をもってそれを定めるのか、その答えに揺らぎながら終わっていく、というノベル風アドベンチャーゲームとなっている。

## その他
- 付録として漫画「ねじ式」「紅い花」などが掲載された冊子、店頭などで使われたデモディスクが付いている。なお、PC-9800用よりも後発のX68000用は、そのハードに合わせた作りになっており、グラフィックや音楽、効果音などがよりリアルになっている。また、フロッピーディスク3枚組（約3メガバイト強）という当時のパソコンゲームとしては大作であった。

- 名作浪漫文庫は本作以外にもひさうちみちおの漫画作品をゲーム化した『アソコの幸福』（PC-9800シリーズのみ発売）がある。